# Ali Kamel Sid El Hadj
Ali Kamel Sid El Hadj est un footballeur algérien né le 10 janvier 1978 à Oran. Il évoluait au poste de défenseur.

## Biographie
Il évolue en Division 1 pendant plusieurs saisons avec le club du WA Tlemcen.

## Palmarès
- Vainqueur de la Coupe d'Algérie en 2002 avec le WA Tlemcen